# Сахама
Саха́ма (исп. Sajama) — потухший стратовулкан в Боливии, в Пуне Центральных Анд, является высочайшей вершиной страны (6542 м). Расположен в Национальном парке Сахама на юго-западе Боливии, в 16-24 км от границы с Чили.
Дата последнего извержения неизвестна, но многие исследователи предполагают, что оно произошло в голоцен. Вечное оледенение начинается с 6000 м, ниже присутствует скудная полупустынная растительность.
Впервые пик был покорён в августе 1939 года через юго-восточный гребень.